# Saint-Vallier (Saône-et-Loire)
Saint-Vallier település Franciaországban, Saône-et-Loire megyében. Lakosainak száma 8508 fő (2022. január 1.). Saint-Vallier Montceau-les-Mines, Blanzy, Ciry-le-Noble, Gourdon, Pouilloux, Saint-Romain-sous-Gourdon és Sanvignes-les-Mines községekkel határos.

## Népesség
A település népessége az elmúlt években az alábbi módon változott:
| Lakosok száma | 8824 | 8734 | 8873 | 8654 | 8616 | 8576 | 8541 | 8503 | 8508 |
|               | 2013 | 2015 | 2016 | 2017 | 2018 | 2019 | 2020 | 2021 | 2022 |